# Премьер-министр Камбоджи
Премьер-министр Камбоджи, официально Председатель Совета министров Королевства Камбоджа (кхмер. នាយករដ្ឋមន្ត្រីនៃព្រះរាជាណាចក្រកម្ពុជា) — глава правительства и глава исполнительной власти Камбоджи. Представляет правительство внутри страны и за рубежом. Избирается парламентом и назначается главой государства сроком на пять лет. 
В настоящее время должность занимает Хун Манет с 22 августа 2023 года.

## История
Впервые эту должность занял король Нородом Сианук в марте 1945 года, во времена французской колониальной администрации. 12 марта 1945 года он стал сотрудничать с Японской империей и провозгласил независимость Камбоджи от Франции. 18 марта Сианук провозгласил себя премьер-министром и сформировал первое правительство, которое просуществовало до 15 августа 1945 года. Следующим премьер-министром стал Сон Нгок Тхань, он был на этом посту до 16 сентября 1945 года. После капитуляции Японии в государстве была вновь установлена французская администрация, положившая конец японской оккупации Камбоджи.
В 1946 году Франция провела реформы в своих колониях в Индокитае и впервые разрешила политические партии и парламентские выборы. Первые парламентские выборы в Камбодже состоялись 1 сентября 1946 года. Демократическая партия оставалась доминирующей партией в политике Камбоджи на протяжении 1940-х годов вплоть до образования Сангкума в 1955 году. Сангкум была единственной легальной партией в Камбодже с 1955 по 1970 год вплоть до военного переворота маршала Лон Нола.
В 1993 году в Камбодже была восстановлена конституционная монархия. Роль премьер-министра была официально признана в конституции. Принц Нородом Ранарит считался первым демократически избранным премьер-министром на выборах, организованных ООН. Коалиционное соглашение между Народной партией Камбоджи и ФУНСИНПЕК 1993 года ознаменовало короткий период в Камбодже, когда Хун Сен и Нородом Ранарит были равными премьер-министрами. В 1997 году Хун Сен устроил переворот, в результате которого Ранарит был отстранён от должности. Национальное собрание проголосовало за утверждение Унг Хуота на оставшийся срок полномочий Ранарита. На выборах 1998 года и на всех последующих выборах доминировали Хун Сен и КПП.
В 1993 году в Камбодже была восстановлена конституционная монархия. Роль премьер-министра была официально признана в конституции. Принц Нородом Ранариддх считался первым демократически избранным премьер-министром на выборах, организованных Организацией Объединенных Наций. Коалиционное соглашение CPP–FUNCINPEC 1993 года ознаменовало короткий период в Камбодже, когда Хун Сен и принц Нородом Ранариддх были равными премьер-министрами. В 1997 году Хун Сен устроил переворот, в результате которого Ранариддх был отстранён от должности. Национальное собрание проголосовало за утверждение Унг Хуота на оставшийся срок полномочий Ранаридда. На выборах 1998 года и на всех последующих выборах доминировала Народная партия Камбоджи во главе с Хун Сеном.

## Назначение
Премьер-министр обязан быть членом парламента. Сначала он должен быть избран большинством парламента, прежде чем состоится церемония приведения к присяге. Инаугурация премьер-министра проходит в Королевском дворце. Назначенный премьер-министр приносит присягу перед монархом и двумя главами орденов Тхаммаютникай и Маханикай. Затем будет раскрыт кабинет министров. Формирование нового правительства происходит не более чем через 60 дней после выборов, как это определено конституцией. Премьер-министру помогают заместители премьер-министра.
Статья 125 Конституции гласит, что в случае отставки премьер-министра или его смерти на этом посту назначается исполняющий обязанности премьер-министра.

## Резиденция
Дворец мира является главным рабочим местом премьер-министра. Он был торжественно открыт королем 19 октября 2010 года. Однако премьер-министр проживает в своей частной резиденции.

## Полномочия
Полномочия премьер-министра устанавливаются действующей Конституцией Камбоджи, принятой 24 сентября 1993 года и измененной 4 марта 1999 года. Они определяются следующими статьями Конституции:
- Статья 11. В случае невозможности исполнения Королем своих обязанностей в качестве главы государства вследствие тяжелой болезни, засвидетельствованной врачами, которые были назначены Председателем Сената, Председателем Национального собрания и Премьер-министром, председатели Национального собрания и Сената исполняют в определенной очередности обязанности главы государства в качестве регента.
- Статья 13. В случае смерти Короля не позднее чем через семь дней Тронный совет избирает нового Короля Королевства Камбоджа. В состав Тронного совета входит:  
  - Председатель Сената
  - Председатель Национального собрания
  - Премьер-министр
  - Главы орденов Маханикай и Тхаммаютникай
  - Первый и второй заместители Председателя Сената
  - Первый и второй заместители Председателя Национального собрания
- Статья 19. Король назначает Премьер-министра и Совет министров в соответствии с процедурой, установленной в статье 100.
- Статья 20. Два раза в месяц Король проводит встречи с Премьер-министром и Советом министров для заслушивания их отчетов о состоянии дел в государстве.
- Статья 22. В случаях возникновения угрозы для нации, Король после согласования с Премьер-министром, Председателем Национального собрания и Председателем Сената объявляет о введении в стране чрезвычайного положения.
- Статья 78. Национальное собрание не может быть распущено до окончания срока его полномочий, за исключением случая двукратной отставки правительства в течение 12 месяцев. В этом случае Король по предложению Премьер-министра и после одобрения Председателя Национального собрания распускает Национальное собрание.
- Статья 83. Продолжительность каждой сессии [Национального собрания] составляет не менее трех месяцев. По предложению Короля, Премьер-министра или одной трети депутатов Национального собрания ее Постоянный комитет может созвать внеочередную сессию Национального собрания.
- Статья 88. Заседания Национального собрания проводятся публично. По просьбе Председателя Национального собрания или не менее одной десятой от общего числа депутатов, Короля или Премьер-министра Национальное собрание проводит закрытые заседания.
- Статья 91. Депутаты Сената, депутаты Национального собрания и Премьер-министр наделены правом законодательной инициативы.
- Статья 96. Депутаты вправе обращаться с запросами в Королевское правительство. Запрос представляется в письменном виде через Председателя Национального собрания. Запросы подаются одному или нескольким министрам, в зависимости от подведомственности затронутой проблемы, одному или разным министерствам. Если запрос касается общей политики, проводимой Королевским правительством, ответ дает лично Премьер-министр. Разъяснения министров или Премьер-министра даются устно или в письменном виде в течение семи дней после получения запроса. В случае получения устного ответа Председатель Национального собрания решает вопрос о проведении открытых дебатов. Если дебаты не проводятся, ответ министра или Премьер-министра считается окончательным. В случае проведения дебатов депутат, обратившийся с запросом, другие депутаты, министры или Премьер-министр могут излагать свои взгляды по поставленным вопросам только в течение одной сессии.
- Статья 107. Сенат проводит свои очередные сессии два раза в год. Продолжительность каждой сессии составляет не менее трех месяцев. По предложению Короля, Премьер-министра или одной трети членов Сената Постоянный комитет может созвать внеочередную сессию Сената.
- Статья 111. Заседания Сената проводятся публично. По просьбе Председателя или не менее одной десятой от общего числа сенаторов, Короля или Премьер-министра Сенат проводит закрытое заседание. Заседания Сената проводятся при наличии кворума, который составляет семь десятых от общего числа всех его членов. Большинство голосов, необходимое для принятия решений в Сенате, определяется аналогично конституционному большинству в Национальном собрании.
- Статья 118. Совет министров является Королевским правительством Королевства Камбоджа. Совет министров возглавляет Премьер-министр, помощь которому в качестве членов правительства оказывают заместители Премьер-министра и государственные министры, министры и государственные секретари.
- Статья 119. По рекомендации Председателя Национального собрания и с согласия обоих его заместителей Король назначает видного представителя победившей на выборах партии для формирования Королевского правительства. Назначенный представитель совместно с другими членами, выбранными из числа политических партий или представленных в Национальном собрании, представляет их Национальному собранию для получения вотума доверия. После того как Национальное собрание примет решение о вотуме доверия, Король издает указ о назначении состава Совета министров. Перед вступлением в должность Совет министров приносит присягу, изложенную в Приложении VI.
- Статья 121. Члены Королевского правительства несут коллективную ответственность перед Национальным собранием за всю политику Королевского правительства. Каждый член Королевского правительства несет личную ответственность перед Премьер-министром и Национальным собранием за свои действия.
- Статья 123. Совет министров проводит еженедельные пленарные или рабочие заседания. Премьер-министр возглавляет пленарные заседания. Премьер-министр может поручить своему заместителю председательствовать на рабочем заседании. Протоколы заседаний Совета министров направляются Королю для информации.
- Статья 124. Премьер-министр имеет право делегировать свои полномочия заместителю или любому члену Королевского правительства.
- Статья 125. В случае окончательного освобождения поста Премьер-министра, назначается новый состав Совета министров в соответствии с процедурой, предусмотренной Конституцией. В случае временного освобождения поста Премьер-министра действующий Премьер-министр назначается временно.
- Статья 140. Король, Премьер-министр, Председатель Национального собрания, одна десятая часть депутатов Национального собрания, Председатель Сената или одна четвертая часть членов Сената имеют право направить законопроект, одобренный Национальным собранием для его обнародования, в Конституционный совет для проверки. Регламенты Национального собрания, Сената и иные акты организационного характера подлежат направлению в Конституционный совет для их проверки перед принятием. Конституционный совет в течение 30 дней решает вопрос о соответствии названных актов и регламентов Национального собрания и Сената законодательству и Конституции.
- Статья 141. После вступления в силу любого закона Король, Председатель Сената, Председатель национального собрания, Премьер-министр, одна четвертая часть членов Сената, одна десятая часть депутатов Национального собрания или суды могут обратиться в Конституционный совет с запросом о проверке конституционности этого закона. Камбоджийские граждане имеют право обжаловать неконституционность любого закона через своих представителей либо Председателя Национального собрания, Председателя Сената и его членов в порядке, установленном выше.
- Статья 148. Национальный конгресс созывается один раз в год в начале декабря по предложению Премьер-министра. Национальный конгресс проводится под председательством Короля.
- Статья 151. Инициатива пересмотра или изменения Конституции является прерогативой Короля, Премьер-министра и Председателя Национального собрания по предложению одной четвертой числа всех депутатов Национального собрания. Конституция может быть пересмотрена или изменена путем издания конституционного закона, одобренного двумя третями голосов депутатов Национального собрания.

## Список премьер-министров Камбоджи (1993 — настоящее время)
| № | Портрет | Имя (годы жизни)                                                            | Период полномочий | Период полномочий | Политическая партия      | Выборы              |
| № | Портрет | Имя (годы жизни)                                                            | Начало            | Окончание         | Политическая партия      | Выборы              |
| --- | ------- | --------------------------------------------------------------------------- | ----------------- | ----------------- | ------------------------ | ------------------- |
| король Нородом Сианук (24 сентября 1993 — 7 октября 2004) король Нородом Сиамони (с 14 октября 2004) |         |                                                                             |                   |                   |                          |                     |
| 1 |         | принц Нородом Ранарит (1944—2021) кхмер. នរោត្តម រណឫទ្ធិ Первый премьер-министр | 24 сентября 1993  | 6 августа 1997    | ФУНСИНПЕК                |                     |
| 2 |         | Хун Сен (род. 1952) кхмер. ហ៊ុន សែន Второй премьер-министр                     | 24 сентября 1993  | 30 ноября 1998    | Народная партия Камбоджи | 1998                |
| 3 |         | Унг Хуот (род. 1945) кхмер. អ៊ឹង ហួត Первый премьер-министр                    | 6 августа 1997    | 30 ноября 1998    | ФУНСИНПЕК                | 1998                |
| (2)                                                                                                  |         | Хун Сен (род. 1952) кхмер. ហ៊ុន សែន                                            | 30 ноября 1998    | 22 августа 2023   | Народная партия Камбоджи | 2003 2008 2013 2018 |
| 4 |         | Хун Манет (род. 1977) кхмер. ហ៊ុន ម៉ាណែត Назначенный премьер-министр             | 22 августа 2023   | действующий       | Народная партия Камбоджи | 2023                |